# Edgar Quinet (1911)
El Edgar Quinet fue un crucero acorazado de la Marina Francesa, buque cabeza de su clase, que recibió su nombre en honor al escritor, historiador e intelectual francés Edgar Quinet (1803-1875).

## Historia operacional
Tras su alistamiento, el Edgar Quinet fue incorporado a la 1ª División de cruceros, en el Mediterráneo, bajo el mando del Capitán de Navío Émile Paul Amable Guépratte.

### Primera Guerra Mundial
Durante la Primera Guerra Mundial, el crucero sirvió en aguas de Montenegro y Tunicia, tomando parte, notablemente, en la evacuación del ejército serbio en 1916, y en diciembre del mismo año, en operaciones contra los griegos realistas en la Noemvriana (enfrentamiento entre el gobierno griego y fuerzas anglo-francesas).
En 1918, servía en aguas de Malta.

### Tras la Gran Guerra
En 1923, el Edgar Quinet tomó parte en la evacuación de refugiados del Genocidio armenio tras la caída y el Gran fuego de Smyrna; transportando a 75 personas a Marsella el 23 de febrero.
Desde 1929, fue usado como buque escuela en Tolón.
El 4 de enero de 1930, encalló en aguas de Argelia y cuatro días más tarde, empezó a hacerse pedazos. El buque se perdió totalmente, si bien toda la tripulación fue evacuada a tiempo.

## Galería

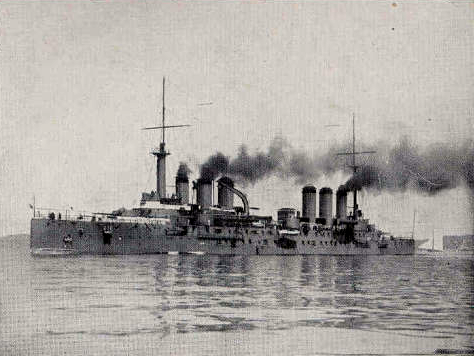
Otra imagen del crucero acorazado Edgar-Quinet.

## Anexos
- Anexo:Cruceros acorazados por país

- Datos: Q964988
- Multimedia: Edgar Quinet (ship, 1907) / Q964988